# Holochroa
Holochroa es un género monotípico de polillas perteneciente a la familia Geometridae, con distribución en América. La especie tipo, Holochroa dissociarius fue descrita por primera vez por el entomólogo estadounidense George Duryea Hulst en 1887 y el género nueve años después, en 1896. Es un género bastante aislado, es decir, que consiste en pocas especies relacionadas estructural o filogenéticamente. 

## Especies
- H. balia Rindge, 1970 (México)
- H. dissociarius Hulst, 1887 (Estados Unidos)
- H. ochra Rindge, 1970 (Costa Rica)
- H. unicolor Druce, 1898 (México)

## Subespecie
Cuenta con dos subespecies:
- Holochroa disociarius dissociarius g
- Holochroa dissociarius varia Rindge, 1961 cgb

Fuentes de datos: i = ITIS,  c = Catálogo de la Vida,  g = GBIF,  b = BugGuide